# Feliks Nawrocki
Feliks Franciszek Nawrocki (ur. 8 listopada 1838 w Tworkach, zm. 2 czerwca 1902 w Warszawie) – lekarz fizjolog.
W 1868 został profesorem Uniwersytetu Warszawskiego. Był jednym z pionierów doświadczalnego kierunku w polskiej fizjologii, prowadził badania m.in. fizjologii serca i naczyń krwionośnych, ośrodków psychomotorycznych w korze mózgowej, a także fizjologii potu i wydzielania śliny.
Został pochowany na cmentarzu ewangelicko-reformowanym przy ul. Żytniej w Warszawie (kwatera B-2-4).